# Poecilopachys verrucosa
Poecilopachys verrucosa là một loài nhện trong họ Araneidae.
Loài này thuộc chi Poecilopachys. Poecilopachys verrucosa được Ludwig Carl Christian Koch miêu tả năm 1871.